# درة بنت أبي لهب
درة بنت أبي لهب بن عبد المطلب الهاشمية القرشية صحابية من المهاجرات، وهي ابنة عم رسول الله .

## حياتها
هي دُرَّة بنت أبي لهب بن عبد المطّلب بن هاشم بن عَبْد مَنَاف بن قُصَيّ، وأُمّها أمّ جميل بنت حَرْب بن أُميّة بن عَبْد شَمس. أبوها أبو لهب واسمه عبد العزى، من صناديد الكفر بمكة، ومن أشد الناس تكذيباً وأذى للنبي ، وأمها أم جميل كانت تؤذي النبي محمد ، حتى نزلت فيهما سورة المسد. وإخوتها وأخواتها هم: عتبة، وعتيبة، ومعتب، وخالدة، وعزة، وقد أسلموا جميعًا، ما عدا عتيبة الذي قتله الأسد بالزرقا كافرًا.
ذكر ابن عبد البر أن درة كانت عند الحارث بن نوفل بن الحارث ابن عبد المّطلب، فولدَتْ له عتبة ووليدًا وأبا مسلم، وقال ابن سعد: تزوّجها الحارث بن عامر بن نوفل بن عبد مناف بن قصيّ فولدت له الوليد وأبا الحسن ومسلمًا، ثمّ قُتل يوم بدرٍ كافرًا فخلف عليها دِحْية بن خليفة بن فروة الكَلْبِي.
وقال ابن حجر العسقلاني: «كانت عند الحارث بن نوفل بن الحارث بن عبد المطلب، فولدت له عُقبة، والوليد وغيرهما؛ كذا قال ابن عبد البر، وقال ابْنُ سَعْدٍ؛ تزوجها الحارث بن عامر بن نوفل بن عبد مناف بن قصي، فولدت له الوليد، وأبا الحسن، وأسلم ثم قُتل يوم بَدْر كافرًا فخلف عليها دحية بن خليفة الكلبي».
وقال ابن حجر أيضًا: «وذكر البَلَاذُرِيُّ أنَّ زيد بن حارثة تزوَّجها، ولعل ذلك قبل أنْ يتزوَّجها الحارث بن نوفل. وقيل: تزوجها دحية الكلبي».

## إسلامها وإيذاء الناس لها بسبب أبيها
أسلمت درة، وهاجرت إلى المدينة، وروى ابْنُ أَبِي عَاصِمٍ، والطَّبَرَانِيُّ، وابْنُ مَنْدَه، عن ابن عمر، وعن سعيد المقبري، وابن المنكدر، عن أبي هريرة، وعن عمار بن ياسر قالوا: قدمت دُرّة بنت أبي لهب المدينة مهاجرة، فنزلت في دار رافع بن المعلى، فقال لها نسوة من بني زُرَيق: «أنت ابنة أبي لهب الذي يقول الله له: {تَبَّتْ يَدَا أَبِي لَهَبٍ}، فما تُغْنِي عنك هِجْرَتَك؟»، فأتت دُرة النبي  فذكرت ذلك له، فقال: «اجْلِسِي»، ثُم صَلّى بالناس الظهر، وجلس على المنبر ساعة، ثم قال: «أيُّهَا النَّاسُ، مَا لِي أُوذَى في أَهْلِي؟ فَوَاللهِ إِنَّ شَفَاعَتِي لَتَنَالُ قَرَابَتِي حَتَّى أَنَّ صُدَاء، وحُكْمًا، وسلهبًا لَتَنَالُهَا يَوْمَ القِيَامَةِ».
وأخرج ابْنُ مَنْدَه، من طريق يزيد بن عبد الملك النوفلي، عن سعيد المقبري، عن أبي هريرة أن سبيعة بنت أبي لهب جاءَتْ إلى رسولِ الله  فقالت: «إن الناس يصيحون بي ويقولون: إني ابنة حَطَب النار.»، فقام رسول الله  وهو مُغْضَب شديد الغضَب، فقال: «مَا بَالَ أَقْوَامٍ يُؤْذُوننِي فِي نَسَبِي وَذَوِي رَحمِي؟ أَلَا وَمَنْ آذَى نَسَبِي وَذَوِي رَحمِي فَقَدْ آذَانِي، وَمَنْ آذَانِي فَقَد آذَى اللهَ»، قال أبو نعيم: الصواب درة. وقال ابن حجر العسقلاني: يحتمل أن يكون لها اسمان، أو أحدهما لقب، أو تعدّدت القصة لامرأتين.
وأخرج الدَّارَقُطْنِيُّ في كتاب «الإِخْوَةِ»، وابْنُ عَدِيٍّ في «الكَامِلِ»، وابن منده، عن علي بن أبي طالب، عن دُرّة بنت أبي لهب، قالت: قال النبي : «لَا يُؤْذَى حَيٌّ بِمَيِّتٍ». وروى زوج درَّة بنت أبي لهب، عن درة بنت أبي لهب قالت: قام رجل إلى النبي  وهو على المنبر فقال: يا رسول الله، أي الناس خير؟ فقال: «خَيْرُ الْنَّاسِ أَقْرَؤُهُمْ وَأَتْقَاهُمْ، وَآمَرُهُمْ بِالْمَعْرُوفِ وَأَنْهَاهُمْ عَنِ الْمُنْكَرِ، وَأَوْصَلَهُمْ لِلرَّحِمِ». وقيل إن درة توفيت نحو سنة 20 هـ.